# 潭溪乡
潭溪乡，是中华人民共和国江西省抚州市黎川县下辖的一个乡镇级行政单位。

## 行政区划
潭溪乡下辖以下地区：
潭溪乡街道社区、幸福村、大芸村、河溪村、三都村、长洋村、团村、文青村、河塘村、新庄村、五星村和芦陂村。